# Heinrich Notter
Heinrich Notter es un deportista suizo que compitió en bobsleigh en la modalidad cuádruple.
Ganó una medalla de bronce en el Campeonato Mundial de Bobsleigh de 1986 y una medalla de plata en el Campeonato Europeo de Bobsleigh de 1987.

## Palmarés internacional
| Campeonato Mundial | Campeonato Mundial | Campeonato Mundial | Campeonato Mundial |
| Año                | Lugar              | Medalla            | Prueba             |
| ------------------ | ------------------ | ------------------ | ------------------ |
| 1986               | Königssee (RFA)    | Medalla de bronce  | Cuádruple          |
| Campeonato Europeo |                    |                    |                    |
| Año                | Lugar              | Medalla            | Prueba             |
| 1987               | Cervinia (Italia)  | Medalla de plata   | Cuádruple          |